# Anne de Schweidnitz
Anne de Schweidnitz (en tchèque : Anna Svídnická), née en 1339 et morte le 11 juillet 1362 à Prague, princesse de la maison Piast, fut reine de Bohême, puis reine de Germanie et impératrice du Saint-Empire par son mariage avec Charles IV de Luxembourg en 1353.

## Biographie
Fille de Henri II, duc silésien de Schweidnitz-Jauer, et de son épouse la princesse Catherine de Hongrie, le père d'Anne est mort en 1343, alors qu'elle n'avait que 4 ans. Bolko II, son oncle, hérita les domaines et devient son tuteur. Comme il n'avait pas d'enfants, il légua le duché à sa nièce.

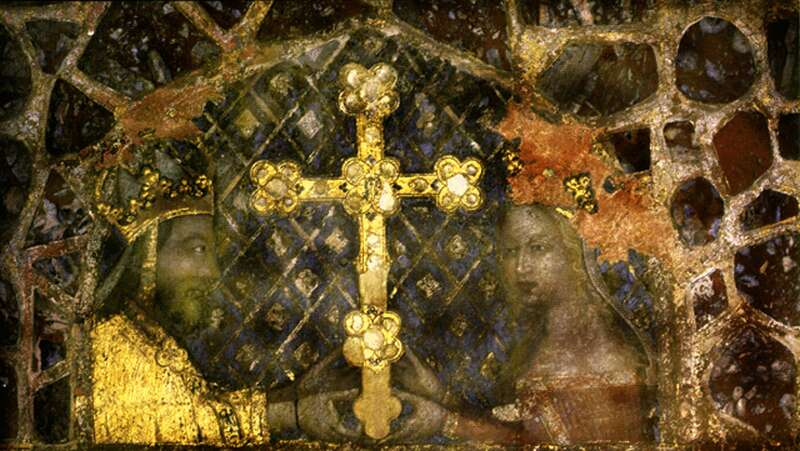
Charles IV et Anne de Schweidnitz, peinture murale (vers 1357) au château de Karlštejn.

Pendant longtemps, Bolko II se battait contre Jean de Luxembourg, roi de Bohême, pour la suprématie sur les duchés de Silésie ; dans les années 1350, il a engagé des négociations avec son fils Charles IV. Le 2 février 1353 la seconde épouse de Charles, Anne du Palatinat, est décédée ; deux fois veuf, il resta sans héritiers mâles. Peu après cependant, son mariage avec Anne de Schweidnitz a été arrangé à la Hofburg de Vienne, scellé par Bolko II, le duc Albert II d'Autriche, le roi Louis de Hongrie (l'oncle d'Anne), le margrave Louis VI le Romain et le duc Rodolphe de Saxe, ainsi que des émissaires de Pologne et de Venise.
Avant le mariage, il a fallu obtenir une dispense matrimoniale du pape Innocent VI, car il enfreignait le droit canonique pour affinité. Grâce à la médiation d'Ernest de Pardubice, l'archevêque de Prague, la cérémonie nuptiale pouvait avoir lieu à Buda le 27 mai 1353. Le 9 février 1354, Anne fut couronnée reine de Germanie à la cathédrale d'Aix-la-Chapelle. Charles et Anne sont couronnés empereur et impératrice le 5 avril 1355 (jour de Pâques) à Rome ; elle était la première reine de Bohême obtenant le titre impérial.
En 1358, Anne a donné naissance à une fille, Élisabeth (1358-1373), mariée au duc Albert III d'Autriche à l'âge de huit ans. Le successeur au trône tant attendu, Venceslas est né le 26 février 1361 à Nuremberg ; baptisé à l'église Saint-Sébald, il fut couronné roi de Bohême à l'age de deux ans. À ce moment-là, sa mère était déjà morte lors de l'accouchement.
Charles IV épousa en quatrièmes noces la princesse Élisabeth de Poméranie. Après le décès de l'oncle d'Anne, Bolko II, en 1368, le duché silésien de Schweidnitz-Jauer passa finalement sous la suprématie de la couronne de Bohême. 